# Ajuntament d'Aiguaviva
L'Ajuntament d'Aiguaviva és un edifici del municipi d'Aiguaviva (Gironès) que forma part de l'Inventari del Patrimoni Arquitectònic de Catalunya.

## Descripció
És d'una construcció situada a la plaça del poble que darrerament s'hi efectuat una reforma de consolidació restant pendent una segona fase de decoració interior i l'aprofitament de la part posterior. Interiorment l'estructura ha estat força alterada. Caldria destacar la façana principal amb balconada.